# Redson Pozzi
Edson Lopes Pozzi, conhecido pelo seu nome artístico Redson Pozzi (São Paulo, 15 de julho de 1962 — São Paulo, 27 de setembro de 2011) foi um guitarrista e cantor brasileiro.
Figura importante para o punk rock nacional, Redson Pozzi foi um dos fundadores do Cólera, em 1979, com o irmão Carlos "Pierre" Pozzi e Val Pinheiro, uma das primeiras bandas brasileiras do gênero. O disco Pela Paz em Todo Mundo (1986), que inclui a música Vivo na Cidade, fez o conjunto decolar, com direito a turnê pela Europa. Tembém foi o guitarrista original da banda Olho Seco, juntamente com seu colega de banda Val Pinheiro, Sartana e Fábio Rodrigues Sampaio em 1980.
Ele foi um dos fundadores do selo Ataque Frontal que por anos abasteceu os punks locais com discos de bandas nacionais e estrangeiras.
O paulistano atuou como vocalista e guitarrista desde a criação do grupo, em 1979, até sua morte em um hospital na Mooca, em 2011, aos 49 anos, em decorrência de uma hemorragia interna causada por uma úlcera no esôfago. O músico está sepultado no Cemitério da Vila Alpina, em São Paulo.